# Olios coenobitus
Olios coenobitus là một loài nhện trong họ Sparassidae.
Loài này thuộc chi Olios. Olios coenobitus được Jean-Louis Fage miêu tả năm 1926.